# 1994-es önkormányzati választás Hajdúnánáson
A 1994-es önkormányzati választásokat december 11-én bonyolították le valamennyi magyar településen. Hajdúnánáson a rendszerváltás óta második alkalommal szavaztak a polgárok az önkormányzat összetételéről.
Az előző választás alkalmával a legtöbb mandátumot és a polgármesteri pozíciót megszerző SZDSZ -nél több személyi változás is történt: Boros Miklós polgármester és Hegedűs Miklós képviselő immár az újonnan alapított, dr. Éles András alpolgármester által vezetett Hajdúnánásért Tevékenykedők Egyesületének (HTFE) színeiben indultak újra képviselői mandátumért, az egyesület polgármesterjelöltje Éles András volt. Hrotkó Vendel pedig a párttól való eltávolodása okán független jelöltként indult el körzetében. Az MSZP színeiben is több olyan képviselőjelölt indult, akik az előző választáson még függetlenként vagy más szervezet jelöltjeként mérették meg magukat: Balogh Zsigmond, Bódi László, László Sándor és Török István, a párt polgármesterjelöltje Benkey Lajos volt. Az SZDSZ Nagy Gábor polgármesterjelölt vezetésével indult el a választáson. A jobboldali pártok (FKGP-KDNP-MDF) közösen állítottak jelölteket, polgármesterjelöltjük Buczkó József volt. A Hajdúnánási Szellemi Műhely és a Pedagógusok Szakszervezete pártokon felüli, értelmiségi szövetségként 7 körzetben állított saját jelölteket, az 1-es körzetben Gélákné Székely-Szabó Kornélia, a 2-esben Balogh Zsigmond szocialista jelölteket a Szakszervezet, a 2-es körzetben dr. Csorvási István MDF-es, a 9-esben dr. Juhász Endre KDNP-s jelölteket pedig a Szellemi Műhely támogatta. A Fidesz 3 választókerületben indított jelölteket. Független polgármesterjelöltként indult Hásásné Magi Ilona, az egyéni körzetekben pedig összesen 7 független képviselőjelölt indult.
A választáson a legtöbb mandátumot az MSZP szerezte meg, összesen 6-ot (a képviselői szavazatok 28%-át kapta a párt). 5 mandátumot szerzett az FKGP-KDNP-MDF szövetség (25%), illetve a polgármesteri mandátummal együtt a HTFE (21%). 2 képviselőt delegálhatott a testületbe az SZDSZ (13%). Dr. Éles Andrást (HTFE) a szavazatok 29%-ával választották meg polgármesterré.

## A választás rendszere
A települési önkormányzati választásokat az országosan megrendezett általános önkormányzati választások részeként tartották meg. A szavazók a helyi képviselők és a településük polgármestere mellett, a megyei közgyűlések képviselőire is ekkor adhatták le a szavazataikat. A választásokat 1994. december 11-én, vasárnap bonyolították le.
1990-hez képest komoly változások történtek a választás rendszerében. A kétfordulós rendszert egy egyfordulós szisztéma váltotta fel. Megmaradt az egyéni választókerületi szavazás, azonban a listára már nem lehetett szavazni, az ún. kompenzációs (kiegyenlítő) listáról a töredékszavazatok arányában delegálhattak képviselőket a szervezetek: ezek az egyéni választókerületekben leadott, de képviselői helyet nem eredményező szavazatok voltak. A polgármestert immáron közvetlenül választhatták meg a polgárok. A település méretétől (lakóinak számától) függtek a választókerületek, s így a megválasztható képviselők száma is. A képviselők nagyjából háromötöde az egyéni választókerületekben nyerte el a megbízatását, míg kétötödük a kompenzációs listán.

### Választókerületek
| Választókerületek | Választókerületek | Választókerületek                            | Választókerületek | Választókerületek |
| EVK               | Szavazókör        | Cím                                          | Polgárok          | Jelölt            |
| ----------------- | ----------------- | -------------------------------------------- | ----------------- | ----------------- |
| 01                | 1                 | Művelődési Központ, Köztársaság tér 6.       | 1267              | 4                 |
| 01                | 2                 | Művelődési Központ, Köztársaság tér 6.       | 1267              | 4                 |
| 02                | 3                 | II. Sz. Ált. Iskola, Köztársaság tér 11.     | 1308              | 4                 |
| 02                | 4                 | II. Sz. Ált. Iskola, Köztársaság tér 11.     | 1308              | 4                 |
| 03                | 5                 | Gazdaszövetkezet, Nyíregyházi u. 16.         | 1347              | 5                 |
| 03                | 6                 | Egyesült Agrárszövetkezet, Ady Endre krt. 2. | 1347              | 5                 |
| 04                | 7                 | Bocskai I. Ált. Iskola, Magyar u. 104.       | 1432              | 5                 |
| 04                | 8                 | Bocskai I. Ált. Iskola, Magyar u. 104.       | 1432              | 5                 |
| 05                | 9                 | Dorogi u. 14.                                | 1389              | 7                 |
| 05                | 10                | Bocskai I. Ált. Iskola, Magyar u. 104.       | 1389              | 7                 |
| 06                | 11                | Kőrösi Cs. S. Gimnázium, Bocskai u. 29.      | 1458              | 6                 |
| 06                | 12                | Kőrösi Cs. S. Gimnázium, Bocskai u. 29.      | 1458              | 6                 |
| 07                | 13                | Nánási Oláh M. Ált. Iskola, Baross u. 11.    | 1428              | 7                 |
| 07                | 14                | Nánási Oláh M. Ált. Iskola, Baross u. 11.    | 1428              | 7                 |
| 08                | 15                | Makláry L. Ált. Iskola, Iskola u. 3.         | 1482              | 5                 |
| 08                | 16                | Makláry L. Ált. Iskola, Iskola u. 3.         | 1482              | 5                 |
| 09                | 17                | Barcsa J. Ált. Iskola, Polgári u. 71.        | 1460              | 7                 |
| 09                | 18                | Barcsa J. Ált. Iskola, Polgári u. 71.        | 1460              | 7                 |
| 10                | 19                | Egyesült Agrárszövetkezet, Ady Endre krt. 2. | 1386              | 7                 |
| 10                | 20                | Általános Iskola, Rózsa F. u. 1. (Tedej)     | 1386              | 7                 |
| ∑                 | ∑                 | ∑                                            | 13 957            | 57                |

A képviselő-testület létszáma 1994-ben jogszabály-módosítás miatt változott, 19 főről 17 főre csökkent (bár a választás után a gyakorlatban 18 fővel működött a testület, mivel Éles András polgármester nem szerzett egyéni mandátumot). A szabályok szerint a települési képviselő-testületek létszáma a település lakosságszámához igazodott. A választópolgárok száma 1994-ben 13.957 fő volt, a lakosságszám pedig 19.262 fő.
A képviselők közül tizet az egyéni választókerületekben választhattak meg a polgárok, hét fő a kompenzációs listákról nyerte el a mandátumot. Bár az előző ciklusban is 10 körzet volt, a számozásuk megváltozott. 
Tedej településrész a 10. választókerület része volt.

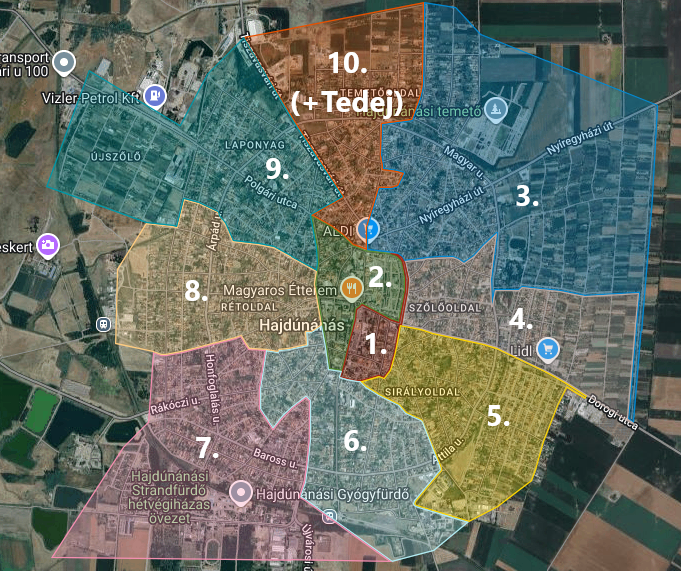
Hajdúnánás egyéni választókerületei 1994 és 2010 között

A polgármester-választás tekintetében a város egy választókerületet alkotott, így minden polgár szavazata egyenlő mértékben érvényesülhetett.

## Előzmények
Az 1990-es választás eredményeként az SZDSZ 4 képviselőt delegálhatott a testületbe (listán 17%-ot szerzett a párt), az FKGP (18%) 3, az MSZP (14%) és a KDNP (8%) 2-2, az Ipartestület (11%), a Fidesz (10%), az MDF (10%) és a Bocskai SE (6%) pedig 1-1 mandátumot szerzett. 4 független képviselő lett a testület tagja. A képviselő-testület alakuló ülésén a képviselők Boros Miklós (SZDSZ) és Papp Imre (független) közül előbbit választották meg a város polgármesterének 12:6 arányban. Az alpolgármester dr. Éles András, a megyei közgyűlés hajdúnánási tagja pedig Bódi László lett. Az alakuló ülés után Papp Imre lemondott képviselői mandátumáról, így a 8-as körzetben már a ciklus kezdetén időközi választást kellett kiírni, melyet László Sándor nyert meg. Az 1993 szeptemberében elhunyt Oláh Zoltán mandátumát Hrotkó Vendel vette át, aki az SZDSZ listájáról került a testületbe, igaz, ekkor már pártonkívüliként.
Az 1990-1994-es ciklus képviselői:
- Boros Miklós polgármester (SZDSZ-lista)
- Dr. Éles András alpolgármester (6. EVK., független)
- Gélák Pál (1. EVK., MSZP)
- Nyakas Gábor  (2. EVK., SZDSZ)
- Hegedűs Miklós (3. EVK., SZDSZ)
- Török István (4. EVK., Bocskai SE)
- Dr. Imre János (5. EVK., KDNP)
- id. Hódos Antal (7. EVK., FKGP)
- Papp Imre (8. EVK., független) (1990 októberében lemondott mandátumáról)
- László Sándor (8. EVK., független) (1991 februárjától)
- Mészáros János Mihály (9. EVK., független)
- Bódi László András (10. EVK., független)
- Kelemen Sándor (FKGP-lista)
- Úri Sándor (FKGP-lista)
- Oláh Zoltán (SZDSZ-lista) (1993 szeptemberéig)
- Hrotkó Vendel (SZDSZ-lista) (1993 októberétől)
- Benkey Lajos (MSZP-lista)
- Borbély Sándor (Ipartestület-lista)
- Farkas László (Fidesz-lista)
- Dr. Pappné Bernád Judit (MDF-lista)
- Mester Imre (KDNP-lista)

|      |                          |           |           |
| Párt | Párt                     | Képviselő | Képviselő |
|      | független                | 4         | 21,1%     |
|      | SZDSZ                    | 4         | 21,1%     |
|      | FKGP                     | 3         | 15,8%     |
|      | MSZP                     | 2         | 10,5%     |
|      | KDNP                     | 2         | 10,5%     |
|      | Hajdúnánási Ipartestület | 1         | 5,3%      |
|      | Fidesz                   | 1         | 5,3%      |
|      | MDF                      | 1         | 5,3%      |
|      | Bocskai SE               | 1         | 5,3%      |

| Szervezetek              | Képviselő-testületi helyek | Képviselő-testületi helyek | Képviselő-testületi helyek | Képviselő-testületi helyek |    | Σ  |
| Szervezetek              | Képviselő-testületi helyek | Képviselő-testületi helyek | Képviselő-testületi helyek | Képviselő-testületi helyek | vk | Σ  |
| ------------------------ | -------------------------- | -------------------------- | -------------------------- | -------------------------- | -- | -- |
| független                |                            |                            |                            |                            | 4  | 4  |
| független                |                            |                            |                            | 0                          |    | 4  |
| SZDSZ                    |                            |                            |                            |                            | 2  | 4  |
| SZDSZ                    |                            |                            |                            | 2                          |    | 4  |
| FKGP                     |                            |                            |                            |                            | 1  | 3  |
| FKGP                     |                            |                            |                            | 2                          |    | 3  |
| MSZP                     |                            |                            |                            |                            | 1  | 2  |
| MSZP                     |                            |                            |                            | 1                          |    | 2  |
| KDNP                     |                            |                            |                            |                            | 1  | 2  |
| KDNP                     |                            |                            |                            | 1                          |    | 2  |
| Hajdúnánási Ipartestület |                            |                            |                            |                            | 0  | 1  |
| Hajdúnánási Ipartestület |                            |                            |                            | 1                          |    | 1  |
| Fidesz                   |                            |                            |                            |                            | 0  | 1  |
| Fidesz                   |                            |                            |                            | 1                          |    | 1  |
| MDF                      |                            |                            |                            |                            | 0  | 1  |
| MDF                      |                            |                            |                            | 1                          |    | 1  |
| Bocskai SE               |                            |                            |                            |                            | 1  | 1  |
| Bocskai SE               |                            |                            |                            | 0                          |    | 1  |
| Összesen                 |                            |                            |                            |                            | 10 | 19 |
| Összesen                 | 9                          |                            |                            |                            |    | 19 |

## Jelöltek
| Szervezet                              | Szervezet                                        | Szervezet                              | Szervezet                              | Polgár- mester- jelölt | Képviselőjelöltek     | Képviselőjelöltek  | Képviselőjelöltek                       | Képviselőjelöltek  | Képviselőjelöltek  |  |
| Szervezet                              | Szervezet                                        | Szervezet                              | Szervezet                              | Polgár- mester- jelölt | Egyéni jelöltek száma | Kompenzációs lista | Kompenzációs lista                      | Kompenzációs lista | Kompenzációs lista |  |
|                                        | neve                                             | jellege                                | hatóköre                               | Polgár- mester- jelölt | Egyéni jelöltek száma | #.                 | neve                                    | típusa             | jelöltek száma     |  |
| -------------------------------------- | ------------------------------------------------ | -------------------------------------- | -------------------------------------- | ---------------------- | --------------------- | ------------------ | --------------------------------------- | ------------------ | ------------------ |  |
|                                        | Fiatal Demokraták Szövetsége                     | párt                                   | országos                               |                        | 3                     | 1.                 | FIDESZ                                  | önálló             | 3                  |  |
|                                        | Szabad Demokraták Szövetsége                     | párt                                   | országos                               | ✓                      | 10                    | 2.                 | SZDSZ                                   | önálló             | 10                 |  |
|                                        | Magyar Szocialista Párt                          | párt                                   | országos                               | ✓                      | 10                    | 3.                 | MSZP                                    | önálló             | 14                 |  |
|                                        | Független Kisgazda-, Földmunkás- és Polgári Párt | párt                                   | országos                               | ✓                      | 10                    | 4.                 | FKGP-KDNP-MDF                           | közös              | 10                 |  |
|                                        | Kereszténydemokrata Néppárt                      | párt                                   | országos                               | ✓                      | 10                    | 4.                 | FKGP-KDNP-MDF                           | közös              | 10                 |  |
|                                        | Magyar Demokrata Fórum                           | párt                                   | országos                               | ✓                      | 10                    | 4.                 | FKGP-KDNP-MDF                           | közös              | 10                 |  |
|                                        | Hajdúnánásért Tevékenykedők Független Egyesülete | társ.                                  | helyi                                  | ✓                      | 10                    | 5.                 | Hajdúnánásért Egyesület                 | önálló             | 10                 |  |
|                                        | Hajdúnánási Szellemi Műhely                      | társ.                                  | helyi                                  |                        | 7                     | 6.                 | Szellemi Műhely-Pedagógus Szakszervezet | közös              | 8                  |  |
|                                        | Pedagógusok Szakszervezete                       | társ.                                  | helyi                                  |                        | 7                     | 6.                 | Szellemi Műhely-Pedagógus Szakszervezet | közös              | 8                  |  |
|                                        |                                                  |                                        |                                        |                        |                       |                    |                                         |                    |                    |  |
| szervezet nélküli (független) jelöltek | szervezet nélküli (független) jelöltek           | szervezet nélküli (független) jelöltek | szervezet nélküli (független) jelöltek | 1                      | 7                     |                    |                                         |                    |                    |  |
| 9 szervezet                            | 9 szervezet                                      | 9 szervezet                            | 9 szervezet                            | 5                      | 57                    | 6 lista            | 6 lista                                 | 6 lista            | 55                 |  |

### Képviselőjelöltek

#### Egyéni választókerületi jelöltek
|                                     | Egyéni választókerületek | Egyéni választókerületek | Egyéni választókerületek | Egyéni választókerületek | Egyéni választókerületek | Egyéni választókerületek | Egyéni választókerületek | Egyéni választókerületek | Egyéni választókerületek | Egyéni választókerületek | ∑  |
| 01                                  | 02                       | 03                       | 04                       | 05                       | 06                       | 07                       | 08                       | 09                       | 10                       |                          | ∑  |
| ----------------------------------- | ------------------------ | ------------------------ | ------------------------ | ------------------------ | ------------------------ | ------------------------ | ------------------------ | ------------------------ | ------------------------ | ------------------------ | -- |
| Független jelöltek                  | -                        | -                        | -                        | -                        | 2                        | 1                        | 1                        | 0                        | 2                        | 1                        | 7  |
| Szervezetek által állított jelöltek |                          |                          |                          |                          |                          |                          |                          |                          |                          |                          |    |
| FIDESZ                              |                          |                          |                          |                          |                          |                          |                          |                          |                          |                          | 3  |
| SZDSZ                               |                          |                          |                          |                          |                          |                          |                          |                          |                          |                          | 10 |
| MSZP                                |                          |                          |                          |                          |                          |                          |                          |                          |                          |                          | 10 |
| FKGP-KDNP-MDF                       |                          |                          |                          |                          |                          |                          |                          |                          |                          |                          | 10 |
| HTFE                                |                          |                          |                          |                          |                          |                          |                          |                          |                          |                          | 10 |
| HSZM-PSZ                            |                          |                          |                          |                          |                          |                          |                          |                          |                          |                          | 7  |
| Összesen                            | 4                        | 4                        | 5                        | 5                        | 7                        | 6                        | 7                        | 5                        | 7                        | 7                        | 57 |

Aláhúzva a hivatalban lévő körzeti képviselők. Ott, ahol nem indult el az addigi képviselő, ott az ő jelölő szervezete van aláhúzva.
| EVK-01 | EVK-01                                                    |
| ------ | --------------------------------------------------------- |
|        | Apor István SZDSZ                                         |
|        | Arnócz Imre HTFE                                          |
|        | Gélákné Székely-Szabó Kornélia Ágnes MSZP (PSZ-támogatás) |
|        | Pál-Kovács Dezső FKGP-KDNP-MDF                            |

| EVK-02 | EVK-02                                                   |
| ------ | -------------------------------------------------------- |
|        | Bacskai Gábor SZDSZ                                      |
|        | Balogh Zsigmond MSZP (PSZ-támogatás)                     |
|        | Csiszár Ferenc HTFE                                      |
|        | Dr. Csorvási István Tamás FKGP-KDNP-MDF (HSZM-támogatás) |

| EVK-03 | EVK-03                              |
| ------ | ----------------------------------- |
|        | Dr. Holhós Csaba HTFE               |
|        | Mészáros János Mihály FKGP-KDNP-MDF |
|        | Oláh Zoltánné SZDSZ                 |
|        | Sőrés Sándor MSZP                   |
|        | Tóth János HSZM-PSZ                 |

| EVK-04 | EVK-04                         |
| ------ | ------------------------------ |
|        | Jenei László SZDSZ             |
|        | László Sándor MSZP             |
|        | Dr. Nagy Mihályné PSZ-HSZM     |
|        | Szincsák Géza HTFE             |
|        | Vad András Gábor FKGP-KDNP-MDF |

| EVK-05 | EVK-05                             |
| ------ | ---------------------------------- |
|        | Boros Miklós HTFE                  |
|        | Hódos Antal független              |
|        | Iván István FKGP-KDNP-MDF          |
|        | Dr. Kricsfalussy Istvánné PSZ-HSZM |
|        | Mester Imre független              |
|        | Nagy Gábor SZDSZ                   |
|        | Polonkai Tamás MSZP                |

| EVK-06 | EVK-06                     |
| ------ | -------------------------- |
|        | Debreczeni Imréné MSZP     |
|        | Dr. Éles András HTFE       |
|        | Hágen István FKGP-KDNP-MDF |
|        | Oláh Miklós független      |
|        | Dr. Pákh László SZDSZ      |
|        | Szabóné Marth Éva HSZM-PSZ |

| EVK-07 | EVK-07                       |
| ------ | ---------------------------- |
|        | Dr. Imre János FKGP-KDNP-MDF |
|        | Koroknai Zoltán SZDSZ        |
|        | Mezei Gábor független        |
|        | Mórocz Mihály MSZP           |
|        | Oláh Sándor FIDESZ           |
|        | Patai István HSZM-PSZ        |
|        | Szivós Zoltán Imre HTFE      |

| EVK-08 | EVK-08                           |
| ------ | -------------------------------- |
|        | Fehér Imre FKGP-KDNP-MDF         |
|        | Helmeczi István HSZM-PSZ         |
|        | Török István MSZP                |
|        | Dr. Volosinovszki Mihályné SZDSZ |
|        | Zsuga Miklósné HTFE              |

| EVK-09 | EVK-09                                                 |
| ------ | ------------------------------------------------------ |
|        | Farkas László FIDESZ                                   |
|        | Fekete Imre SZDSZ                                      |
|        | Hadadi Imre MSZP                                       |
|        | Hegedűs Miklós HTFE                                    |
|        | Hrotkó Vendel független                                |
|        | Dr. Juhász Endre László FKGP-KDNP-MDF (HSZM-támogatás) |
|        | Máró Gábor független                                   |

| EVK-10 | EVK-10                       |
| ------ | ---------------------------- |
|        | Bódi László András MSZP      |
|        | Kelemen Péter HTFE           |
|        | Kelemen Sándor FKGP-KDNP-MDF |
|        | Oláh Imréné PSZ-HSZM         |
|        | Pálóczi Sándor független     |
|        | Rácz Miklós FIDESZ           |
|        | Szenes Lajos SZDSZ           |

#### Kompenzációs listák
| Lista   | Lista                   | Listavezető       | Jelöltek száma |
| ------- | ----------------------- | ----------------- | -------------- |
|         | FIDESZ                  | Farkas László     | 3              |
|         | SZDSZ                   | Bacskai Gábor     | 10             |
|         | MSZP                    | Benkey Lajos      | 14             |
|         | FKGP-KDNP-MDF           | Kelemen Sándor    | 10             |
|         | Hajdúnánásért Egyesület | Dr. Éles András   | 10             |
|         | HSZM-PSZ                | Szabóné Marth Éva | 8              |
| 6 lista | 6 lista                 |                   | 55             |

| \| Lista \| Lista \| # \| Jelölt \| EVK \| EVK \| \| ----- \| ------------- \| ------------------------------------ \| ----------------- \| --- \| --- \| \| \| FIDESZ \| 1. \| Farkas László \| 09 \| \| \| 2. \| FIDESZ \| Oláh Sándor \| 07 \| \| \| \| 3. \| FIDESZ \| Rácz Miklós \| 10 \| \| \| \| \| SZDSZ \| 1. \| Bacskai Gábor \| 02 \| \| \| 2. \| SZDSZ \| Jenei László \| 04 \| \| \| \| 3. \| SZDSZ \| Koroknai Zoltán \| 07 \| \| \| \| 4. \| SZDSZ \| Szenes Lajos \| 10 \| \| \| \| 5. \| SZDSZ \| Dr. Pákh László \| 06 \| \| \| \| 6. \| SZDSZ \| Fekete Imre \| 09 \| \| \| \| 7. \| SZDSZ \| Apor István \| 01 \| \| \| \| 8. \| SZDSZ \| Dr. Volosinovszki Mihályné \| 08 \| \| \| \| 9. \| SZDSZ \| Oláh Zoltánné \| 03 \| \| \| \| 10. \| SZDSZ \| Tóth Ferencné \| \| \| \| \| \| MSZP \| 1. \| Benkey Lajos \| \| \| \| 2. \| MSZP \| Szojka László \| \| \| \| \| 3. \| MSZP \| Bunda József \| \| \| \| \| 4. \| MSZP \| Bódi László András \| 10 \| \| \| \| 5. \| MSZP \| Gélákné Székely-Szabó Kornélia Ágnes \| 01 \| \| \| \| 6. \| MSZP \| Varga János \| \| \| \| \| 7. \| MSZP \| László Sándor \| 04 \| \| \| \| 8. \| MSZP \| Balogh Zsigmond \| 02 \| \| \| \| 9. \| MSZP \| Hadadi Imre \| 09 \| \| \| \| 10. \| MSZP \| Mórocz Mihály \| 07 \| \| \| \| 11. \| MSZP \| Sőrés Sándor \| 03 \| \| \| \| 12. \| MSZP \| Bundáné Gyöngyösi Mária \| \| \| \| \| 13. \| MSZP \| Polonkai Tamás \| 05 \| \| \| \| 14. \| MSZP \| Magi József \| \| \| \| \| \| FKGP-KDNP-MDF \| 1. \| Kelemen Sándor \| 10 \| \| \| 2. \| FKGP-KDNP-MDF \| Dr. Csorvási István Tamás \| 02 \| \| \| \| 3. \| FKGP-KDNP-MDF \| Fehér Imre \| 08 \| \| \| \| 4. \| FKGP-KDNP-MDF \| Dombi Lajos \| \| \| \| \| 5. \| FKGP-KDNP-MDF \| Iván István \| 05 \| \| \| \| 6. \| FKGP-KDNP-MDF \| Csiszár Gábor \| \| \| \| \| 7. \| FKGP-KDNP-MDF \| Pál-Kovács Dezső \| 01 \| \| \| \| 8. \| FKGP-KDNP-MDF \| Mészáros János Mihály \| 03 \| \| \| \| 9. \| FKGP-KDNP-MDF \| Szilágyi Mátyás \| \| \| \| \| 10. \| FKGP-KDNP-MDF \| Dr. Juhász Endre László \| 09 \| \| \| \| \| HTFE \| 1. \| Dr. Éles András \| 06 \| \| \| 2. \| HTFE \| Hegedűs Miklós \| 09 \| \| \| \| 3. \| HTFE \| Boros Miklós \| 05 \| \| \| \| 4. \| HTFE \| Arnócz Imre \| 01 \| \| \| \| 5. \| HTFE \| Dr. Holhós Csaba \| 03 \| \| \| \| 6. \| HTFE \| Szivós Zoltán Imre \| 07 \| \| \| \| 7. \| HTFE \| Zsuga Miklósné \| 08 \| \| \| \| 8. \| HTFE \| Csiszár Ferenc \| 02 \| \| \| \| 9. \| HTFE \| Kelemen Péter \| 10 \| \| \| \| 10. \| HTFE \| Szincsák Géza \| 04 \| \| \| \| \| HSZM-PSZ \| 1. \| Szabóné Marth Éva \| 06 \| \| \| 2. \| HSZM-PSZ \| Dr. Nagy Mihályné \| 04 \| \| \| \| 3. \| HSZM-PSZ \| Oláh Imréné \| 10 \| \| \| \| 4. \| HSZM-PSZ \| Lenchés Katalin \| \| \| \| \| 5. \| HSZM-PSZ \| Patai István \| 07 \| \| \| \| 6. \| HSZM-PSZ \| Tóth János \| 03 \| \| \| \| 7. \| HSZM-PSZ \| Helmeczi István \| 08 \| \| \| \| 8. \| HSZM-PSZ \| Dr. Kricsfalussy Istvánné \| 05 \| \| \| \| \| \| \| \| \| \| |               |                                      |                   |     |     |
| - Aláhúzva a hivatalban lévő listás képviselők, illetve azok, akik ezen a választáson nem indultak el egyéni körzetben, vagy másik körzetben indultak el. - A közös listán induló jelöltek mögött található színkód azt a pártot jelöli - amennyiben ez megállapítható -, amelyikhez a jelölt tartozik. |               |                                      |                   |     |     |
| Lista | Lista         | #                                    | Jelölt            | EVK | EVK |
| | FIDESZ        | 1.                                   | Farkas László     | 09  |     |
| 2. | FIDESZ        | Oláh Sándor                          | 07                |     |     |
| 3. | FIDESZ        | Rácz Miklós                          | 10                |     |     |
| | SZDSZ         | 1.                                   | Bacskai Gábor     | 02  |     |
| 2. | SZDSZ         | Jenei László                         | 04                |     |     |
| 3. | SZDSZ         | Koroknai Zoltán                      | 07                |     |     |
| 4. | SZDSZ         | Szenes Lajos                         | 10                |     |     |
| 5. | SZDSZ         | Dr. Pákh László                      | 06                |     |     |
| 6. | SZDSZ         | Fekete Imre                          | 09                |     |     |
| 7. | SZDSZ         | Apor István                          | 01                |     |     |
| 8. | SZDSZ         | Dr. Volosinovszki Mihályné           | 08                |     |     |
| 9. | SZDSZ         | Oláh Zoltánné                        | 03                |     |     |
| 10. | SZDSZ         | Tóth Ferencné                        |                   |     |     |
| | MSZP          | 1.                                   | Benkey Lajos      |     |     |
| 2. | MSZP          | Szojka László                        |                   |     |     |
| 3. | MSZP          | Bunda József                         |                   |     |     |
| 4. | MSZP          | Bódi László András                   | 10                |     |     |
| 5. | MSZP          | Gélákné Székely-Szabó Kornélia Ágnes | 01                |     |     |
| 6. | MSZP          | Varga János                          |                   |     |     |
| 7. | MSZP          | László Sándor                        | 04                |     |     |
| 8. | MSZP          | Balogh Zsigmond                      | 02                |     |     |
| 9. | MSZP          | Hadadi Imre                          | 09                |     |     |
| 10. | MSZP          | Mórocz Mihály                        | 07                |     |     |
| 11. | MSZP          | Sőrés Sándor                         | 03                |     |     |
| 12. | MSZP          | Bundáné Gyöngyösi Mária              |                   |     |     |
| 13. | MSZP          | Polonkai Tamás                       | 05                |     |     |
| 14. | MSZP          | Magi József                          |                   |     |     |
| | FKGP-KDNP-MDF | 1.                                   | Kelemen Sándor    | 10  |     |
| 2. | FKGP-KDNP-MDF | Dr. Csorvási István Tamás            | 02                |     |     |
| 3. | FKGP-KDNP-MDF | Fehér Imre                           | 08                |     |     |
| 4. | FKGP-KDNP-MDF | Dombi Lajos                          |                   |     |     |
| 5. | FKGP-KDNP-MDF | Iván István                          | 05                |     |     |
| 6. | FKGP-KDNP-MDF | Csiszár Gábor                        |                   |     |     |
| 7. | FKGP-KDNP-MDF | Pál-Kovács Dezső                     | 01                |     |     |
| 8. | FKGP-KDNP-MDF | Mészáros János Mihály                | 03                |     |     |
| 9. | FKGP-KDNP-MDF | Szilágyi Mátyás                      |                   |     |     |
| 10. | FKGP-KDNP-MDF | Dr. Juhász Endre László              | 09                |     |     |
| | HTFE          | 1.                                   | Dr. Éles András   | 06  |     |
| 2. | HTFE          | Hegedűs Miklós                       | 09                |     |     |
| 3. | HTFE          | Boros Miklós                         | 05                |     |     |
| 4. | HTFE          | Arnócz Imre                          | 01                |     |     |
| 5. | HTFE          | Dr. Holhós Csaba                     | 03                |     |     |
| 6. | HTFE          | Szivós Zoltán Imre                   | 07                |     |     |
| 7. | HTFE          | Zsuga Miklósné                       | 08                |     |     |
| 8. | HTFE          | Csiszár Ferenc                       | 02                |     |     |
| 9. | HTFE          | Kelemen Péter                        | 10                |     |     |
| 10. | HTFE          | Szincsák Géza                        | 04                |     |     |
| | HSZM-PSZ      | 1.                                   | Szabóné Marth Éva | 06  |     |
| 2. | HSZM-PSZ      | Dr. Nagy Mihályné                    | 04                |     |     |
| 3. | HSZM-PSZ      | Oláh Imréné                          | 10                |     |     |
| 4. | HSZM-PSZ      | Lenchés Katalin                      |                   |     |     |
| 5. | HSZM-PSZ      | Patai István                         | 07                |     |     |
| 6. | HSZM-PSZ      | Tóth János                           | 03                |     |     |
| 7. | HSZM-PSZ      | Helmeczi István                      | 08                |     |     |
| 8. | HSZM-PSZ      | Dr. Kricsfalussy Istvánné            | 05                |     |     |
| |               |                                      |                   |     |     |

### Polgármesterjelöltek
A polgármester-választáson öt jelölt indult: Benkey Lajos önkormányzati képviselő az MSZP jelöltjeként; Buczkó József a jobboldali pártok támogatásával; dr. Éles András alpolgármester a HTFE jelöltjeként; Hásásné Magi Ilona független jelölt, valamint Nagy Gábor, a szabad demokraták támogatásával. A hivatalban lévő polgármester, Boros Miklós nem indult újra a székéért.
| Jelölt             | Szervezet | Szervezet     |
| ------------------ | --------- | ------------- |
| Benkey Lajos       |           | MSZP          |
| Buczkó József      |           | FKGP–KDNP–MDF |
| Dr. Éles András    |           | HTFE          |
| Hásásné Magi Ilona |           | független     |
| Nagy Gábor         |           | SZDSZ         |

## A szavazás menete
A választást 1994. december 11-én, vasárnap bonyolították le. A választópolgárok reggel 6 órától kezdve adhatták le a szavazataikat, egészen a 19 órás urnazárásig.

### Részvétel
| A részvételi adatok napközbeni alakulása | A részvételi adatok napközbeni alakulása | A részvételi adatok napközbeni alakulása | A részvételi adatok napközbeni alakulása |
| Időpont                                  | Szavazók                                 | Szavazók                                 | +/- 1990 óta (%p)                        |
| Időpont                                  | fő                                       | %                                        | +/- 1990 óta (%p)                        |
| ---------------------------------------- | ---------------------------------------- | ---------------------------------------- | ---------------------------------------- |
| 19:00                                    | 4880                                     | 34,96%                                   | 5,33; 3,83                               |

|                                  |                                  |        | jogosultakarányában | szavazókarányában |
| -------------------------------- | -------------------------------- | ------ | ------------------- | ----------------- |
| Választójogosult                 | Választójogosult                 | 13 957 |                     |                   |
| Szavazó                          | Szavazó                          | 4 880  | 34,96%              |                   |
| érvényes szavazólap              | érvényes szavazólap              | 4 800  | 34,39%              | 98,36%            |
| érvénytelen / hiányzó szavazólap | érvénytelen / hiányzó szavazólap | 80     | 0,57%               | 1,64%             |
| Távol maradó                     | Távol maradó                     | 9 077  | 65,04%              |                   |

## Eredmény[4]

### Képviselő-választások

#### Egyéni választókerületi eredmények
| Választókerületi eredmények | Választókerületi eredmények          | Választókerületi eredmények | Választókerületi eredmények | Választókerületi eredmények | Választókerületi eredmények | Választókerületi eredmények | Választókerületi eredmények | Választókerületi eredmények |
| EVK                         | Jelölt                               | Jelölő szervezet(ek)        | Jelölő szervezet(ek)        | #.                          | Szavazat                    | Szavazat                    | Szavazat                    | Szavazat                    |
| EVK                         | Jelölt                               | Jelölő szervezet(ek)        | Jelölő szervezet(ek)        | #.                          | db                          | jog.%                       | szav.%                      | érv.%                       |
| --------------------------- | ------------------------------------ | --------------------------- | --------------------------- | --------------------------- | --------------------------- | --------------------------- | --------------------------- | --------------------------- |
| 01                          | Gélákné Székely-Szabó Kornélia Ágnes |                             | MSZP                        | 1.                          | 159                         | 12,55%                      | 31,61%                      | 32,06%                      |
| 01                          | Arnócz Imre                          |                             | HTFE                        | 2.                          | 128                         | 10,10%                      | 25,45%                      | 25,81%                      |
| 01                          | Pál-Kovács Dezső                     |                             | FKGP-KDNP-MDF               | 3.                          | 114                         | 9%                          | 22,66%                      | 22,98%                      |
| 01                          | Apor István                          |                             | SZDSZ                       | 4.                          | 95                          | 7,50%                       | 18,89%                      | 19,15%                      |
| 02                          | Balogh Zsigmond                      |                             | MSZP                        | 1.                          | 162                         | 12,39%                      | 33,33%                      | 33,89%                      |
| 02                          | Dr. Csorvási István Tamás            |                             | FKGP-KDNP-MDF               | 2.                          | 124                         | 9,48%                       | 25,51%                      | 25,94%                      |
| 02                          | Csiszár Ferenc                       |                             | HTFE                        | 3.                          | 108                         | 8,26%                       | 22,22%                      | 22,59%                      |
| 02                          | Bacskai Gábor                        |                             | SZDSZ                       | 4.                          | 84                          | 6,42%                       | 17,28%                      | 17,57%                      |
| 03                          | Dr. Holhós Csaba                     |                             | HTFE                        | 1.                          | 140                         | 10,39%                      | 33,82%                      | 34,31%                      |
| 03                          | Mészáros János Mihály                |                             | FKGP-KDNP-MDF               | 2.                          | 121                         | 8,98%                       | 29,23%                      | 29,66%                      |
| 03                          | Sőrés Sándor                         |                             | MSZP                        | 3.                          | 65                          | 4,83%                       | 15,70%                      | 15,93%                      |
| 03                          | Oláh Zoltánné                        |                             | SZDSZ                       | 4.                          | 54                          | 4,01%                       | 13,04%                      | 13,24%                      |
| 03                          | Tóth János                           |                             | HSZM-PSZ                    | 5.                          | 28                          | 2,08%                       | 6,76%                       | 6,86%                       |
| 04                          | László Sándor                        |                             | MSZP                        | 1.                          | 161                         | 11,24%                      | 30,90%                      | 31,32%                      |
| 04                          | Vad András Gábor                     |                             | FKGP-KDNP-MDF               | 2.                          | 118                         | 8,24%                       | 22,65%                      | 22,96%                      |
| 04                          | Jenei László                         |                             | SZDSZ                       | 3.                          | 100                         | 6,98%                       | 19,19%                      | 19,46%                      |
| 04                          | Dr. Nagy Mihályné                    |                             | PSZ-HSZM                    | 4.                          | 93                          | 6,49%                       | 17,85%                      | 18,09%                      |
| 04                          | Szincsák Géza                        |                             | HTFE                        | 5.                          | 42                          | 2,93%                       | 8,06%                       | 8,17%                       |
| 05                          | Boros Miklós                         |                             | HTFE                        | 1.                          | 200                         | 14,40%                      | 43,20%                      | 43,76%                      |
| 05                          | Nagy Gábor                           |                             | SZDSZ                       | 2.                          | 90                          | 6,48%                       | 19,44%                      | 19,69%                      |
| 05                          | Iván István                          |                             | FKGP-KDNP-MDF               | 3.                          | 69                          | 4,97%                       | 14,90%                      | 15,10%                      |
| 05                          | Polonkai Tamás                       |                             | MSZP                        | 4.                          | 33                          | 2,38%                       | 7,13%                       | 7,22%                       |
| 05                          | Dr. Kricsfalussy Istvánné            |                             | PSZ-HSZM                    | 5.                          | 24                          | 1,73%                       | 5,18%                       | 5,25%                       |
| 05                          | Hódos Antal                          |                             | független                   | 6.                          | 23                          | 1,66%                       | 4,97%                       | 5,03%                       |
| 05                          | Mester Imre                          |                             | független                   | 7.                          | 18                          | 1,30%                       | 3,89%                       | 3,94%                       |
| 06                          | Debreczeni Imréné                    |                             | MSZP                        | 1.                          | 142                         | 9,74%                       | 25,91%                      | 26,01%                      |
| 06                          | Dr. Éles András                      |                             | HTFE                        | 2.                          | 131                         | 8,98%                       | 23,91%                      | 23,99%                      |
| 06                          | Hágen István                         |                             | FKGP-KDNP-MDF               | 3.                          | 123                         | 8,44%                       | 22,45%                      | 22,53%                      |
| 06                          | Oláh Miklós                          |                             | független                   | 4.                          | 55                          | 3,77%                       | 10,04%                      | 10,07%                      |
| 06                          | Dr. Pákh László                      |                             | SZDSZ                       | 5.                          | 50                          | 3,43%                       | 9,12%                       | 9,16%                       |
| 06                          | Szabóné Marth Éva                    |                             | HSZM-PSZ                    | 6.                          | 45                          | 3,09%                       | 8,21%                       | 8,24%                       |
| 07                          | Dr. Imre János                       |                             | FKGP-KDNP-MDF               | 1.                          | 138                         | 9,66%                       | 28,69%                      | 29,36%                      |
| 07                          | Szivós Zoltán Imre                   |                             | HTFE                        | 2.                          | 123                         | 8,61%                       | 25,57%                      | 26,17%                      |
| 07                          | Koroknai Zoltán                      |                             | SZDSZ                       | 3.                          | 59                          | 4,13%                       | 12,27%                      | 12,55%                      |
| 07                          | Mórocz Mihály                        |                             | MSZP                        | 4.                          | 55                          | 3,85%                       | 11,43%                      | 11,70%                      |
| 07                          | Mezei Gábor                          |                             | független                   | 5.                          | 52                          | 3,64%                       | 10,81%                      | 11,06%                      |
| 07                          | Patai István                         |                             | HSZM-PSZ                    | 6.                          | 33                          | 2,31%                       | 6,86%                       | 7,02%                       |
| 07                          | Oláh Sándor                          |                             | FIDESZ                      | 7.                          | 10                          | 0,70%                       | 2,08%                       | 2,13%                       |
| 08                          | Fehér Imre                           |                             | FKGP-KDNP-MDF               | 1.                          | 171                         | 11,54%                      | 36,85%                      | 37,58%                      |
| 08                          | Török István                         |                             | MSZP                        | 2.                          | 138                         | 9,31%                       | 29,74%                      | 30,33%                      |
| 08                          | Zsuga Miklósné                       |                             | HTFE                        | 3.                          | 52                          | 3,51%                       | 11,21%                      | 11,43%                      |
| 08                          | Dr. Volosinovszki Mihályné           |                             | SZDSZ                       | 4.                          | 50                          | 3,37%                       | 10,78%                      | 10,99%                      |
| 08                          | Helmeczi István                      |                             | HSZM-PSZ                    | 5.                          | 44                          | 2,97%                       | 9,48%                       | 9,67%                       |
| 09                          | Dr. Juhász Endre László              |                             | FKGP-KDNP-MDF               | 1.                          | 139                         | 9,52%                       | 29,45%                      | 29,76%                      |
| 09                          | Hadadi Imre                          |                             | MSZP                        | 2.                          | 97                          | 6,64%                       | 20,55%                      | 20,77%                      |
| 09                          | Máró Gábor                           |                             | független                   | 3.                          | 81                          | 5,55%                       | 17,16%                      | 17,34%                      |
| 09                          | Hegedűs Miklós                       |                             | HTFE                        | 4.                          | 65                          | 4,45%                       | 13,77%                      | 13,92%                      |
| 09                          | Hrotkó Vendel                        |                             | független                   | 5.                          | 37                          | 2,53%                       | 7,84%                       | 7,92%                       |
| 09                          | Fekete Imre                          |                             | SZDSZ                       | 6.                          | 28                          | 1,92%                       | 5,93%                       | 6%                          |
| 09                          | Farkas László                        |                             | FIDESZ                      | 7.                          | 20                          | 1,37%                       | 4,24%                       | 4,28%                       |
| 10                          | Bódi László András                   |                             | MSZP                        | 1.                          | 321                         | 23,16%                      | 61,26%                      | 62,09%                      |
| 10                          | Kelemen Sándor                       |                             | FKGP-KDNP-MDF               | 2.                          | 85                          | 6,13%                       | 16,22%                      | 16,44%                      |
| 10                          | Oláh Imréné                          |                             | PSZ-HSZM                    | 3.                          | 43                          | 3,10%                       | 8,21%                       | 8,32%                       |
| 10                          | Kelemen Péter                        |                             | HTFE                        | 4.                          | 28                          | 2,02%                       | 5,34%                       | 5,42%                       |
| 10                          | Szenes Lajos                         |                             | SZDSZ                       | 5.                          | 24                          | 1,73%                       | 4,58%                       | 4,64%                       |
| 10                          | Pálóczi Sándor                       |                             | független                   | 6.                          | 10                          | 0,72%                       | 1,91%                       | 1,93%                       |
| 10                          | Rácz Miklós                          |                             | FIDESZ                      | 7.                          | 6                           | 0,43%                       | 1,15%                       | 1,16%                       |

| EVK            | Megválasztott képviselő              | Megválasztott képviselő | Megválasztott képviselő | Szavazat | Szavazat | Szavazat | Szavazat | Előnya 2. előtt(%p) |
| EVK            | név                                  | szervezet(ek)           | szervezet(ek)           | db       | jog.%    | szav.%   | érv.%    | Előnya 2. előtt(%p) |
| -------------- | ------------------------------------ | ----------------------- | ----------------------- | -------- | -------- | -------- | -------- | ------------------- |
| 01             | Gélákné Székely-Szabó Kornélia Ágnes |                         | MSZP                    | 159      | 12,55%   | 31,61%   | 32,06%   | 6,25                |
| 02             | Balogh Zsigmond                      |                         | MSZP                    | 162      | 12,39%   | 33,33%   | 33,89%   | 7,95                |
| 03             | Dr. Holhós Csaba                     |                         | HTFE                    | 140      | 10,39%   | 33,82%   | 34,31%   | 4,66                |
| 04             | László Sándor                        |                         | MSZP                    | 161      | 11,24%   | 30,90%   | 31,32%   | 8,37                |
| 05             | Boros Miklós                         |                         | HTFE                    | 200      | 14,40%   | 43,20%   | 43,76%   | 24,07               |
| 06             | Debreczeni Imréné                    |                         | MSZP                    | 142      | 9,74%    | 25,91%   | 26,01%   | 2,01                |
| 07             | Dr. Imre János                       |                         | FKGP-KDNP-MDF           | 138      | 9,66%    | 28,69%   | 29,36%   | 3,19                |
| 08             | Fehér Imre                           |                         | FKGP-KDNP-MDF           | 171      | 11,54%   | 36,85%   | 37,58%   | 7,25                |
| 09             | Dr. Juhász Endre László              |                         | FKGP-KDNP-MDF           | 139      | 9,52%    | 29,45%   | 29,76%   | 8,99                |
| 10             | Bódi László András                   |                         | MSZP                    | 321      | 23,16%   | 61,26%   | 62,09%   | 45,65               |
| Összesen/átlag | Összesen/átlag                       | Összesen/átlag          | Összesen/átlag          | 1733     | 12,46%   | 35,50%   | 36,02%   |                     |

#### Kompenzációs listás eredmények
A kompenzációs listák között azokat a szavazatokat osztották szét, amelyeket olyan jelöltek kaptak, akik nem nyertek, s így ezek a szavazatok nem eredményezek képviselői megbízatást. Az így nyert töredékszavazatok a listát állító szervezetek között arányosan osztották el.
Öt kompenzációs lista lépte át a mandátumszerzéshez minimálisan szükséges 5%-os küszöböt, közülük négy jutott mandátumhoz. 2-2 mandátumhoz jutott az FKGP-KDNP-MDF szövetség, a HTFE és az SZDSZ, valamint 1 képviselőt delegálhatott listáról az MSZP a testületbe.
| Lista | Lista         | Töredék szavazat | Képviselő |
| ----- | ------------- | ---------------- | --------- |
|       | FIDESZ        | 36               | 0         |
|       | SZDSZ         | 634              | 2         |
|       | MSZP          | 388              | 1         |
|       | FKGP-KDNP-MDF | 754              | 2         |
|       | HTFE          | 677              | 2         |
|       | HSZM-PSZ      | 310              | 0         |

#### Összesítés
| Szervezet              | Szervezet           | Érvényes szavazat | Érvényes szavazat | Képviselő | Képviselő |
| ---------------------- | ------------------- | ----------------- | ----------------- | --------- | --------- |
|                        |                     |                   |                   |           |           |
|                        | MSZP                | 1333              | 27,72%            | 6         | 35,3%     |
|                        | HTFE                | 1017              | 21,15%            | 4         | 23,5%     |
|                        | SZDSZ               | 634               | 13,19%            | 2         | 11,8%     |
| HTFE + MSZP + SZDSZ    | HTFE + MSZP + SZDSZ | 2984              | 62,06%            | 12        | 70,6%     |
|                        |                     |                   |                   |           |           |
|                        | FKGP-KDNP-MDF       | 1202              | 25%               | 5         | 29,4%     |
|                        | HSZM-PSZ            | 310               | 6,45%             | 0         | -         |
|                        | FIDESZ              | 36                | 0,75%             | 0         | -         |
|                        | független           | 276               | 5,74%             | 0         | -         |
| Összesen               | Összesen            | 4808              |                   | 17        |           |
| \| 6 \| 4 \| 2 \| 5 \| |                     |                   |                   |           |           |
| 6                      | 4                   | 2                 | 5                 |           |           |

### Polgármester-választás
| Dr. Éles András | Dr. Éles András | Buczkó József | Buczkó József | H. M. I.  |
|                 |                 |               |               |           |
|                 | Nagy Gábor      | Nagy Gábor    | Benkey L.     | Benkey L. |

| \| Polgármester-választás \| Polgármester-választás \| Polgármester-választás \| Polgármester-választás \| Polgármester-választás \| \| ---------------------- \| ---------------------- \| ---------------------- \| ---------------------- \| ---------------------- \| \| Jelöltek \| \| \| szavazat \| \| \| Dr. Éles András \| Dr. Éles András \| \| 1370 \| 1370 \| \| Nagy Gábor \| Nagy Gábor \| \| 1229 \| 1229 \| \| Buczkó József \| Buczkó József \| \| 1068 \| 1068 \| \| Benkey Lajos \| Benkey Lajos \| \| 604 \| 604 \| \| Hásásné Magi Ilona \| Hásásné Magi Ilona \| \| 529 \| 529 \| \| \| \| \| \| \| |                    |  |          |      |
| Polgármester-választás |                    |  |          |      |
| Jelöltek |                    |  | szavazat |      |
| Dr. Éles András | Dr. Éles András    |  | 1370     | 1370 |
| Nagy Gábor | Nagy Gábor         |  | 1229     | 1229 |
| Buczkó József | Buczkó József      |  | 1068     | 1068 |
| Benkey Lajos | Benkey Lajos       |  | 604      | 604  |
| Hásásné Magi Ilona | Hásásné Magi Ilona |  | 529      | 529  |
| |                    |  |          |      |

| Polgármester-választás | Polgármester-választás | Polgármester-választás | Polgármester-választás | Polgármester-választás |
| ---------------------- | ---------------------- | ---------------------- | ---------------------- | ---------------------- |
| Jelöltek               |                        |                        | szavazat               |                        |
| Dr. Éles András        | Dr. Éles András        |                        | 1370                   | 1370                   |
| Nagy Gábor             | Nagy Gábor             |                        | 1229                   | 1229                   |
| Buczkó József          | Buczkó József          |                        | 1068                   | 1068                   |
| Benkey Lajos           | Benkey Lajos           |                        | 604                    | 604                    |
| Hásásné Magi Ilona     | Hásásné Magi Ilona     |                        | 529                    | 529                    |
|                        |                        |                        |                        |                        |

## A megválasztott önkormányzat
|      |               |           |           |
| Párt | Párt          | Képviselő | Képviselő |
|      | MSZP          | 6         | 33,3%     |
|      | HTFE          | 5         | 27,8%     |
|      | FKGP-KDNP-MDF | 5         | 27,8%     |
|      | SZDSZ         | 2         | 11,1%     |

| Polgármester       | Polgármester | Polgármester | Polgármester | Polgármester | Polgármester | Polgármester | Polgármester | Polgármester | Polgármester | Polgármester | Polgármester | Polgármester | Polgármester |
| ------------------ | ------------ | ------------ | ------------ | ------------ | ------------ | ------------ | ------------ | ------------ | ------------ | ------------ | ------------ | ------------ | ------------ |
| Dr. Éles András    |              | HTFE         | HTFE         | HTFE         | HTFE         | HTFE         | HTFE         | HTFE         | HTFE         | HTFE         | HTFE         | HTFE         | -            |
| Képviselő-testület |              |              |              |              |              |              |              |              |              |              |              |              |              |
| Szervezet          | Képviselő    | Képviselő    | Képviselő    | Képviselő    | Képviselő    | Képviselő    | Képviselő    | Képviselő    | Képviselő    | Képviselő    | Képviselő    | Képviselő    | ± 1990 óta   |
| MSZP               |              |              |              |              |              |              |              |              |              |              | 6            | 35,3%        | +4           |
| FKGP-KDNP-MDF      |              |              |              |              |              |              |              |              |              |              | 5            | 29,4%        | -1           |
| HTFE               |              |              |              |              |              |              |              |              |              |              | 4            | 23,5%        | Új           |
| SZDSZ              |              |              |              |              |              |              |              |              |              |              | 2            | 11,8%        | -2           |
| Összesen           |              |              |              |              |              |              |              |              |              |              | 17           |              |              |

| EVK       | 01                                   | 02              | 03               | 04                      | 05                 |
| --------- | ------------------------------------ | --------------- | ---------------- | ----------------------- | ------------------ |
| Képviselő | Gélákné Székely-Szabó Kornélia Ágnes | Balogh Zsigmond | Dr. Holhós Csaba | László Sándor           | Boros Miklós       |
| Szervezet |                                      |                 |                  |                         |                    |
| MSZP      | MSZP                                 | HTFE            | MSZP             | HTFE                    |                    |
|           |                                      |                 |                  |                         |                    |
| EVK       | 06                                   | 07              | 08               | 09                      | 10                 |
| Képviselő | Debreczeni Imréné                    | Dr. Imre János  | Fehér Imre       | Dr. Juhász Endre László | Bódi László András |
| Szervezet |                                      |                 |                  |                         |                    |
| MSZP      | FKGP-KDNP-MDF                        | FKGP-KDNP-MDF   | FKGP-KDNP-MDF    | MSZP                    |                    |

| Szervezet                 | Szervezet     | Képviselő      |
| ------------------------- | ------------- | -------------- |
|                           | MSZP          | Benkey Lajos   |
|                           | HTFE          | Hegedűs Miklós |
| Arnócz Imre               | HTFE          |                |
|                           | FKGP-KDNP-MDF | Kelemen Sándor |
| Dr. Csorvási István Tamás | FKGP-KDNP-MDF |                |
|                           | SZDSZ         | Bacskai Gábor  |
| Jenei László              | SZDSZ         |                |

## A választás után
A polgármester-választást a hivatalban lévő alpolgármester, dr. Éles András nyerte meg a szavazatok 29%-ával. Újonnan létrehozott egyesülete, a HTFE a képviselő-választáson is sikeresen szerepelt: a szavazatok 21%-át megszerezve összesen 5 mandátumhoz jutott a szervezet a polgármesteri mandátummal együtt (ugyanis az újonnan megválasztott polgármester szoros versenyben kikapott az egyéni körzetében, így az ő mandátumával együtt 18 főre egészült ki a testület). A képviselő-választást az MSZP nyerte: 6 képviselőjük került be a testületbe, a szavazatok 28%-át kapta a párt. Az együttműködő jobboldali pártok (25%) 5 mandátumot szereztek, az SZDSZ (13%) pedig 2 mandátumhoz jutott. Mivel azonban a HTFE önállóan nem szerzett többséget a testületben, így Éles Andrásnak koalíciós partnert kellett keresnie. Ezt a folyamatot több vita is kísérte, főleg az alpolgármesteri poszt betöltése miatt. Éles András önmagában együtt tudott volna működni a jobboldallal, nyilatkozata szerint két tagjában azonban aligha bízhatott volna (arra nem tért ki, ki ez a két személy). Így tulajdonképpen már csak a szocialista párt volt az egyetlen lehetséges partner, ők azonban már a választások előtt megállapodtak a szabad demokratákkal, így ők is csatlakoztak a koalícióhoz, amely ennek köszönhetően igen tekintélyes, 70% feletti többséggel rendelkezett a képviselő-testületben. Az alakuló ülést december 22-én tartották. Mind az alpolgármester(ek) számát, mind a személyét illetően vita alakult ki: míg a jobboldali ellenzék két társadalmi megbízatású, addig a baloldali többség egy főállású alpolgármesterre tett javaslatot az előző ciklus tapasztalatai okán. A koalíciós szervezetek Benkey Lajos MSZP-s képviselőt javasolták a posztra. Vele szemben kritika volt, hogy a polgármester-választáson a szavazatok 13%-át megszerezve csak a 4. helyen végzett az 5 jelölt közül. Éles András szerint önmagában ez nem mond ellent a népakaratnak, ugyanis a szocialisták megnyerték a képviselő-választást. Bódi László (MSZP) Benkey Lajos közigazgatási jártasságát, valamint a szociális bizottságban betöltött szerepét emelte ki, ami a párt programjának egyik fontos eleme. Bacskai Gábor (SZDSZ) szintén arra hivatkozott, hogy az MSZP-t a választás nyerteseként megillette a jog az alpolgármester jelölésére. Dr. Csorvási István (MDF) szerint a városnak kevesebb költséggel járt volna a két társadalmi megbízatású alpolgármester. Szerinte szerencsésebb lett volna egy, a lakosság körében elfogadottabb személyt jelölni a pozícióra. Nem lett tagja az új testületnek Gélák Pál (MSZP), Nyakas Gábor (SZDSZ), id. Hódos Antal (FKGP), Dr. Pappné Bernád Judit (MDF), Úri Sándor (FKGP), Borbély Sándor (IPOSZ), Török István (MSZP), Mészáros János (FKGP-KDNP-MDF), Farkas László (FIDESZ), Hrotkó Vendel (független), Mester Imre (független); közülük csak az utóbbi 5 indult újra a képviselőségért. Új képviselőként került be a testületbe Gélákné Székely-Szabó Kornélia (MSZP), Balogh Zsigmond (MSZP), dr. Holhós Csaba (HTFE), Debreczeni Imréné (MSZP), Fehér Imre (FKGP-KDNP-MDF), dr. Juhász Endre (FKGP-KDNP-MDF), Arnócz Imre (HTFE), dr. Csorvási István (FKGP-KDNP-MDF), Bacskai Gábor (SZDSZ), valamint Jenei László (SZDSZ).